# 玉特利山隧道
玉特利山隧道是瑞士苏黎世州的一座双洞隧道，承载瑞士A3高速公路穿过玉特利山，全长4420米，2000年开工，2007年洞通，2009年通车。

## 图集

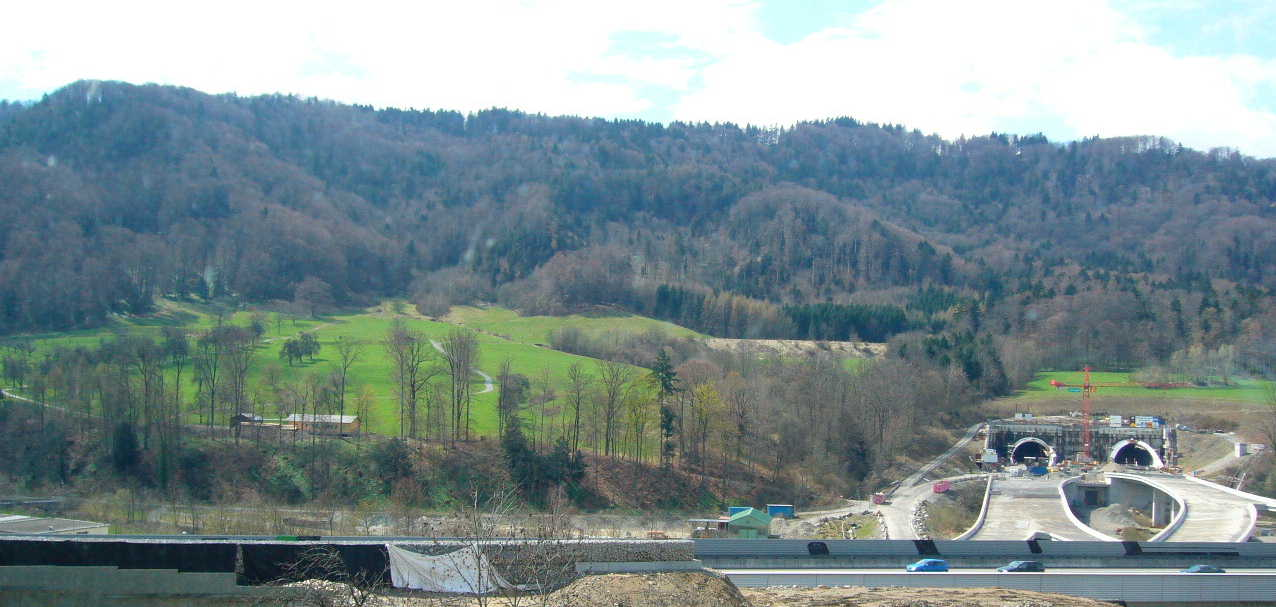
2006年，在施工中的玉特利山隧道
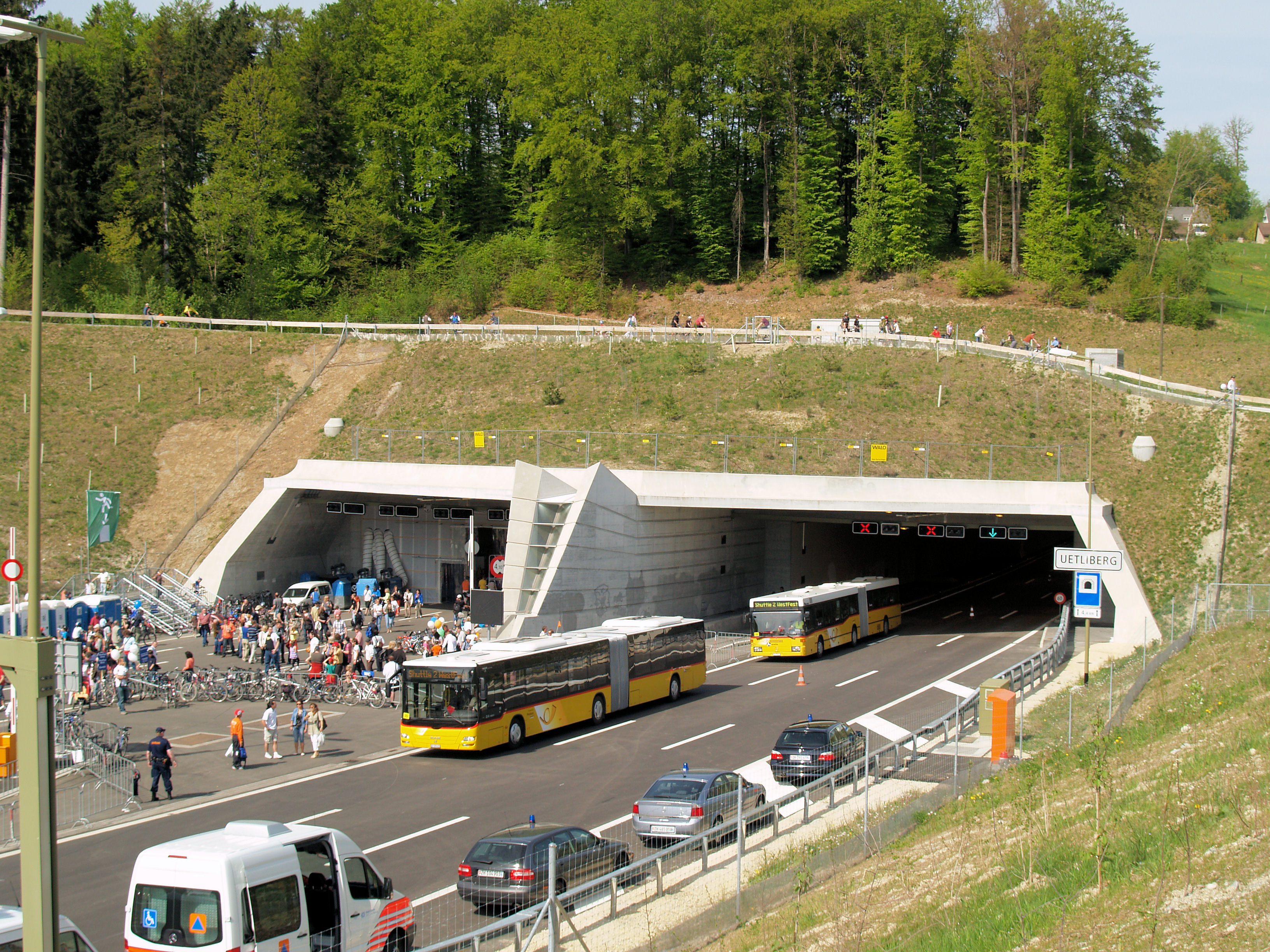
2009年的玉特利山隧道西出口
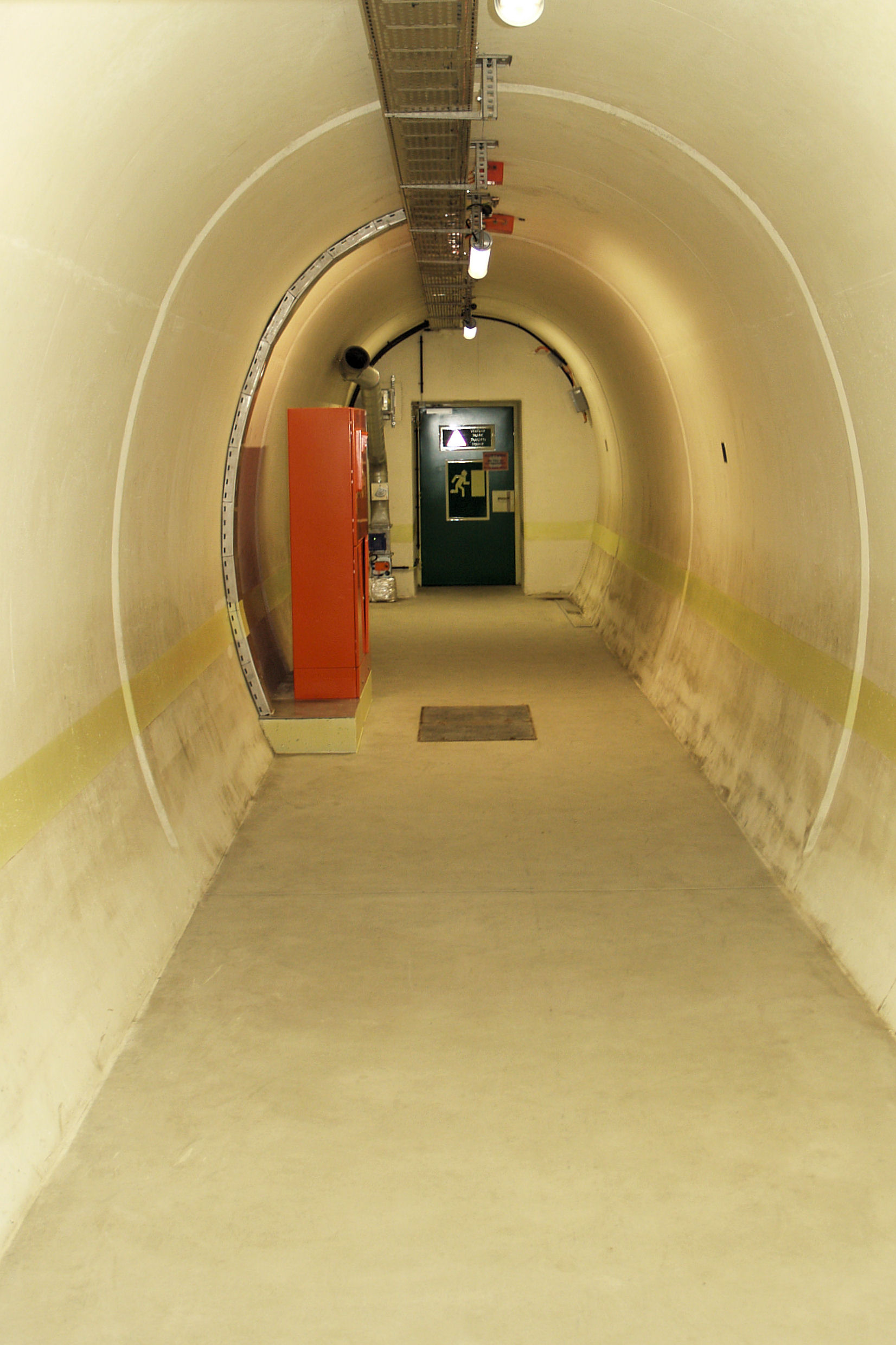
玉特利山隧道的逃生通道
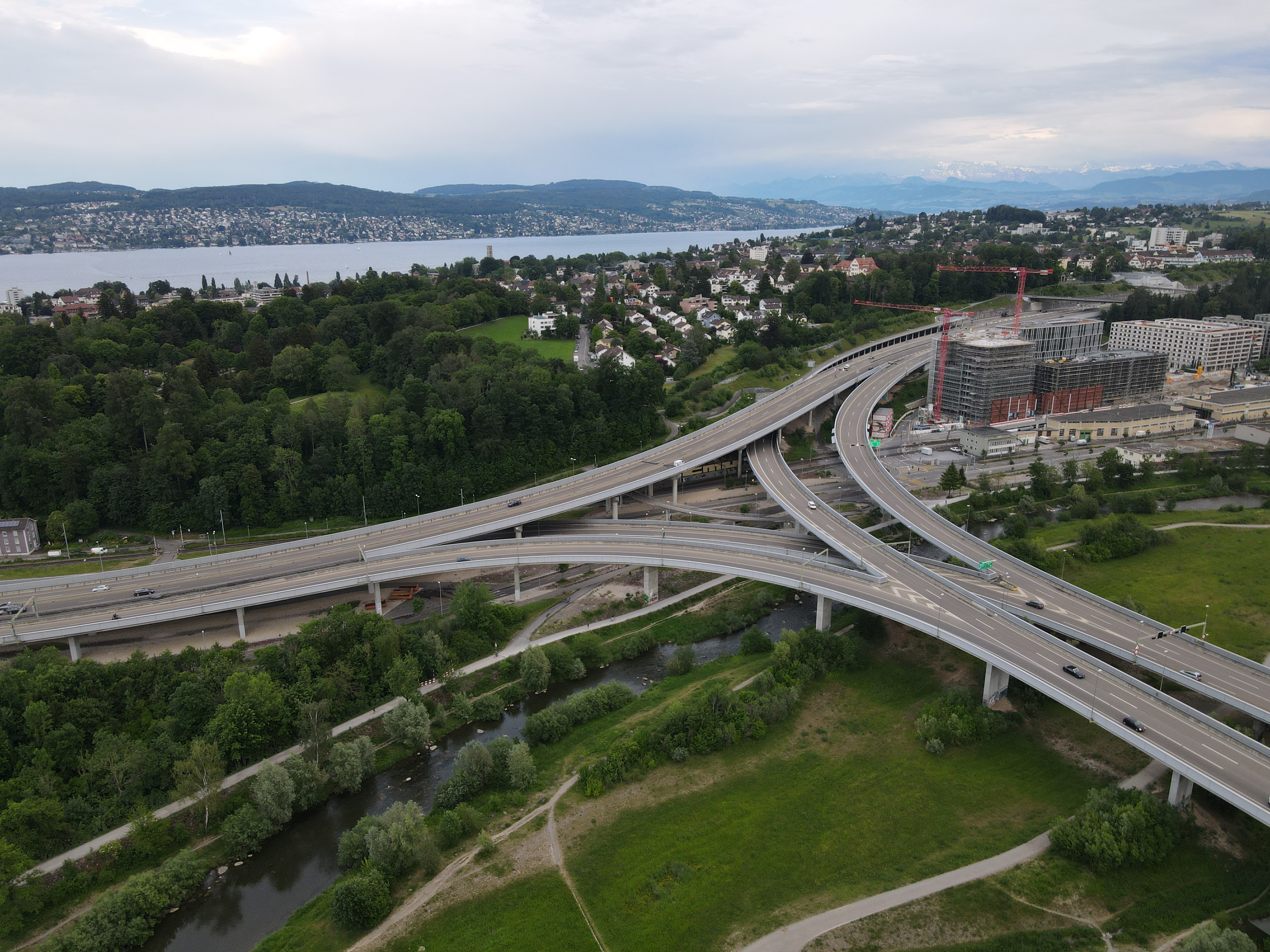
玉特利山隧道东出口的立交